# Championnats d'Océanie de VTT
Les championnats d'Océanie de VTT (vélo tout terrain) se déroulent chaque année depuis 2005. L'Australie et la Nouvelle-Zélande ont gagné toutes les médailles possibles. Il arrive à des coureurs européens ou américains de participer à ces championnats.
Depuis 2017, deux disciplines ont leur championnat organisé : le cross-country et la descente.

## Lieux
| Année | Lieu             | Ville      |
| ----- | ---------------- | ---------- |
| 2005  | ?                | ?          |
| 2006  | ?                | ?          |
| 2007  | ?                | ?          |
| 2008  | Nouvelle-Zélande | Nelson     |
| 2009  | Australie        | Thredbo    |
| 2010  | Nouvelle-Zélande | Dunedin    |
| 2011  | Australie        | Shepparton |
| 2012  | Nouvelle-Zélande | Rotorua    |
| 2013  | Australie        | Hobart     |
| 2014  | Nouvelle-Zélande | Methven    |
| 2015  | Australie        | Toowoomba  |

| Année | Lieu             | Ville                             |
| ----- | ---------------- | --------------------------------- |
| 2016  | Nouvelle-Zélande | Queenstown                        |
| 2017  | Australie        | Toowoomba                         |
| 2018  | Nouvelle-Zélande | Dunedin                           |
| 2019  | Australie        | Bright                            |
| 2020  | Nouvelle-Zélande | Dunedin                           |
| 2021  | Annulés          |                                   |
| 2022  | Australie        | Brisbane et Gold Coast            |
| 2023  | Australie        | Brisbane, Dwellingup et Toowoomba |
| 2024  | Australie        | Brisbane, Dwellingup et Cairns    |
| 2025  | Nouvelle-Zélande | Queenstown                        |

## Cross-country

### Hommes
Élites
| Année | Or                     | Argent                 | Bronze                   |
| ----- | ---------------------- | ---------------------- | ------------------------ |
| 2005  | Chris Jongewaard (AUS) | Murray Spink (AUS)     | Perren Delacour (AUS)    |
| 2006  | Kashi Leuchs (NZL)     | Sidney Taberlay (AUS)  | Chris Jongewaard (AUS)   |
| 2007  | Chris Jongewaard (AUS) | Dylan Cooper (AUS)     | Sidney Taberlay (AUS)    |
| 2008  | Chris Jongewaard (AUS) | Sidney Taberlay (AUS)  | Daniel McConnell (AUS)   |
| 2009  | Daniel McConnell (AUS) | Lachlan Norris (AUS)   | Dylan Cooper (AUS)       |
| 2010  | Daniel McConnell (AUS) | Lachlan Norris (AUS)   | Michael Northcott (NZL)  |
| 2011  | Chris Jongewaard (AUS) | Sidney Taberlay (AUS)  | Michael Northcott (NZL)  |
| 2012  | Daniel McConnell (AUS) | Lachlan Norris (AUS)   | Paul van der Ploeg (AUS) |
| 2013  | Daniel McConnell (AUS) | Sidney Taberlay (AUS)  | Luke Fetch (AUS)         |
| 2014  | Daniel McConnell (AUS) | Anton Cooper (NZL)     | Dirk Peters (NZL)        |
| 2015  | Daniel McConnell (AUS) | Anton Cooper (NZL)     | Cameron Ivory (AUS)      |
| 2016  | Anton Cooper (NZL)     | Daniel McConnell (AUS) | Scott Bowden (AUS)       |
| 2017  | Anton Cooper (NZL)     | Cameron Ivory (AUS)    | Daniel McConnell (AUS)   |
| 2018  | Anton Cooper (NZL)     | Samuel Gaze (NZL)      | Cameron Ivory (AUS)      |
| 2019  | Anton Cooper (NZL)     | Ben Oliver (NZL)       | Cameron Ivory (AUS)      |
| 2020  | Anton Cooper (NZL)     | Cameron Ivory (AUS)    | Daniel McConnell (AUS)   |
| 2021  | Pas de compétition     | Pas de compétition     | Pas de compétition       |
| 2022  | Anton Cooper (NZL)     | Daniel McConnell (AUS) | Ben Oliver (NZL)         |
| 2023  | Anton Cooper (NZL)     | Ben Oliver (NZL)       | Cameron Ivory (AUS)      |
| 2024  | Anton Cooper (NZL)     | Sam Fox (AUS)          | Caleb Bottcher (NZL)     |
| 2025  | Sam Fox (AUS)          | Anton Cooper (NZL)     | Samuel Shaw (NZL)        |

Espoirs
| Année | Or                       | Argent                   | Bronze                  |
| ----- | ------------------------ | ------------------------ | ----------------------- |
| 2009  | Lachlan Norris (AUS)     | Paul van der Ploeg (AUS) | Cal Britten (AUS)       |
| 2010  | Paul van der Ploeg (NZL) | Carl Jones (NZL)         | Dirk Peters (NZL)       |
| 2011  | Paul van der Ploeg (NZL) | Dirk Peters (NZL)        | Samuel Shaw (NZL)       |
| 2012  | Dirk Peters (NZL)        | Cameron Ivory (AUS)      | Brad Hudson (NZL)       |
| 2013  | Anton Cooper (NZL)       | Jack Haig (AUS)          | Dirk Peters (NZL)       |
| 2014  | Samuel Gaze (NZL)        | Cameron Ivory (AUS)      | Michael Crosbie (AUS)   |
| 2015  | Scott Bowden (AUS)       | Ben Bradley (AUS)        | Chris Hamilton (AUS)    |
| 2016  | Ben Oliver (NZL)         | Jack Compton (NZL)       | Reece Tucknott (AUS)    |
| 2017  | Ben Bradley (AUS)        | Reece Tucknott (AUS)     | Alex Lack (AUS)         |
| 2018  | Eden Cruise (NZL)        | Henry Jaine (NZL)        | Paul Wright (NZL)       |
| 2019  | Matthew Dinham (AUS)     | Cameron Wright (AUS)     | Sam Fox (AUS)           |
| 2020  | Cameron Jones (NZL)      | Josh Burnett (NZL)       | Matthew Dinham (AUS)    |
| 2021  | Pas de compétition       | Pas de compétition       | Pas de compétition      |
| 2022  | Cameron Wright (AUS)     | Domenic Paolilli (AUS)   | Tom Cheesman (AUS)      |
| 2023  | Ethan Rose (NZL)         | Joel Dodds (AUS)         | Caleb Bottcher (NZL)    |
| 2024  | Ethan Rose (NZL)         | Joel Dodds (AUS)         | Jack Ward (AUS)         |
| 2025  | Ethan Rose (NZL)         | Harry Doye (AUS)         | Reuben Page-Brown (AUS) |

Juniors
| Année | Or                         | Argent                     | Bronze                   |
| ----- | -------------------------- | -------------------------- | ------------------------ |
| 2009  | James Peacock (AUS)        | Trenton Day (AUS)          | Michael Baker (AUS)      |
| 2010  | Mathew Waghorn (NZL)       | Mitchell Codner (AUS)      | Trenton Day (AUS)        |
| 2011  | Anton Cooper (NZL)         | Mathew Waghorn (NZL)       | Christopher Aitken (AUS) |
| 2012  | Nigel McDowell (NZL)       | Tom Filmer (NZL)           | Ben Bradley (AUS)        |
| 2013  | Samuel Gaze (NZL)          | Ben Bradley (AUS)          | Ben Oliver (NZL)         |
| 2014  | Ben Oliver (NZL)           | David Ashby-Coventry (NZL) | Reece Tucknott (AUS)     |
| 2015  | Liam Jeffries (AUS)        | Michael Potter (AUS)       | Bryan Dunkin (AUS)       |
| 2016  | Kian Lerch-Mackinnon (AUS) | Eden Cruise (NZL)          | Michael Harris (AUS)     |
| 2017  | Sam Fox (AUS)              | Matthew Dinham (AUS)       | Cameron Wright (AUS)     |
| 2018  | Cameron Wright (AUS)       | Matthew Dinham (AUS)       | Sam Fox (AUS)            |
| 2019  | Corey Smith (AUS)          | Liam Johnston (AUS)        | Piper Albrecht (AUS)     |
| 2020  | Ethan Rose (NZL)           | Domenic Paolilli (AUS)     | Jacob Turner (NZL)       |
| 2021  | Pas de compétition         | Pas de compétition         | Pas de compétition       |
| 2022  | Jack Ward (AUS)            | Joel Dodds (AUS)           | Ethan Weiss (AUS)        |
| 2023  | Cohen Jessen (AUS)         | Harry Doye (AUS)           | Levi Dougherty (AUS)     |
| 2024  | Fletcher Adams (NZL)       | Harry Doye (AUS)           | Hunter Adams (NZL)       |
| 2025  | Connor Wright (AUS)        | Fletcher Adams (NZL)       | James Climo (NZL)        |

### Femmes
Élites
| Année | Or                      | Argent                  | Bronze                  |
| ----- | ----------------------- | ----------------------- | ----------------------- |
| 2004  | Lisa Mathison (AUS)     | Robyn Wong (NZL)        | Sonia Foote (NZL)       |
| 2005  | Rosara Joseph (NZL)     | Robyn Wong (NZL)        | Sonia Foote (NZL)       |
| 2006  | Rosara Joseph (NZL)     | Annika Smail (NZL)      | Robyn Wong (NZL)        |
| 2007  | Rosara Joseph (NZL)     | Tory Thomas (AUS)       | Kaytee Boyd (NZL)       |
| 2008  | Dellys Starr (AUS)      | Kaytee Boyd (NZL)       | Rowena Fry (AUS)        |
| 2009  | Rowena Fry (AUS)        | Zoe King (AUS)          | Jenni King (AUS)        |
| 2010  | Nic Leary (NZL)         | Rowena Fry (NZL)        | Fiona Macdermid (NZL)   |
| 2011  | Rosara Joseph (NZL)     | Karen Hanlen (NZL)      | Rowena Fry (AUS)        |
| 2012  | Karen Hanlen (NZL)      | Rosara Joseph (NZL)     | Jenni King (AUS)        |
| 2013  | Karen Hanlen (NZL)      | Rowena Fry (NZL)        | Tory Thomas (AUS)       |
| 2014  | Karen Hanlen (NZL)      | Rebecca Henderson (AUS) | Jenni King (AUS)        |
| 2015  | Rebecca Henderson (AUS) | Kate Fluker (NZL)       | Karen Hanlen (NZL)      |
| 2016  | Rebecca Henderson (AUS) | Kate Fluker (NZL)       | Peta Mullens (AUS)      |
| 2017  | Samara Sheppard (NZL)   | Holly Harris (AUS)      | Rebecca Henderson (AUS) |
| 2018  | Samara Sheppard (AUS)   | Holly Harris (AUS)      | Kate Fluker (NZL)       |
| 2019  | Rebecca McConnell (AUS) | Holly Harris (AUS)      | Josie Wilcox (NZL)      |
| 2020  | Rebecca McConnell (AUS) | Josie Wilcox (NZL)      | Holly Harris (AUS)      |
| 2021  | Pas de compétition      | Pas de compétition      | Pas de compétition      |
| 2022  | Rebecca McConnell (AUS) | Zoe Cuthbert (AUS)      | Katherine Hosking (AUS) |
| 2023  | Rebecca Henderson (AUS) | Samara Maxwell (NZL)    | Zoe Cuthbert (AUS)      |
| 2024  | Samara Maxwell (NZL)    | Zoe Cuthbert (AUS)      | Rebecca Henderson (AUS) |
| 2025  | Samara Maxwell (NZL)    | Zoe Cuthbert (AUS)      | Mary Gray (NZL)         |

Espoirs
| Année | Or                      | Argent                   | Bronze                   |
| ----- | ----------------------- | ------------------------ | ------------------------ |
| 2009  | Gracie Elvin (AUS)      | Therese Rhodes (AUS)     | Samara Sheppard (NZL)    |
| 2010  | Rebecca Henderson (AUS) | Katherine O'Neill (NZL)  | Samara Sheppard (NZL)    |
| 2011  | Rebecca Henderson (AUS) | Katherine O'Neill (NZL)  | Samara Sheppard (NZL)    |
| 2012  | Rebecca Henderson (AUS) | Samara Sheppard (NZL)    | Sasha Smith (NZL)        |
| 2013  | Rebecca Henderson (AUS) |                          |                          |
| 2014  | Amber Johnston (NZL)    | Holly Harris (AUS)       | Samantha Hope (NZL)      |
| 2015  | Amber Johnston (NZL)    | Emily Parkes (AUS)       | Mary Gray (NZL)          |
| 2016  | Amber Johnston (NZL)    | Shannon Hope (NZL)       | Holly Harris (AUS)       |
| 2017  | Megan Williams (AUS)    | Charlotte Culver (AUS)   | Charlotte Rayner (NZL)   |
| 2018  | Charlotte Rayner (NZL)  | Charlotte Culver (AUS)   |                          |
| 2019  | Sarah Tucknott (AUS)    | Jessica Manchester (NZL) |                          |
| 2020  | Zoe Cuthbert (AUS)      | Samara Maxwell (NZL)     | Jessica Manchester (NZL) |
| 2021  | Pas de compétition      | Pas de compétition       | Pas de compétition       |
| 2022  | Izzy Flint (AUS)        | Holly Lubcke (AUS)       | Shannon Petre (AUS)      |
| 2023  | Holly Lubcke (AUS)      | Mia Cameron (NZL)        | Amélie Mackay (NZL)      |
| 2025  | Maria Laurie (NZL)      | Ella Menigoz (AUS)       | Amélie Mackay (NZL)      |

Juniors
| Année | Or                       | Argent                  | Bronze                 |
| ----- | ------------------------ | ----------------------- | ---------------------- |
| 2009  | Rebecca Henderson (AUS)  | Gillian Burgess (AUS)   | Shelly Flood (AUS)     |
| 2010  | Alexa Peters (NZL)       |                         |                        |
| 2011  | Amy Austin (AUS)         | Jess Wigan (AUS)        |                        |
| 2012  | Amber Johnston (NZL)     | Samantha Hope (NZL)     | Toshiko Knight (NZL)   |
| 2013  | Amber Johnston (NZL)     | Harriet Beaven (NZL)    | Samantha Hope (NZL)    |
| 2014  | Harriet Beaven (NZL)     | Charlotte Rayner (NZL)  | Jemma Manchester (NZL) |
| 2015  | Jessica Manchester (NZL) | Shannon Hope (NZL)      | Megan Williams (NZL)   |
| 2016  | Jessica Manchester (NZL) | Liv Bishop (NZL)        |                        |
| 2017  | Jessica Manchester (NZL) | Katherine Hosking (AUS) | Liv Bishop (NZL)       |
| 2018  | Phoebe Young (NZL)       | Teagan Atherstone (AUS) | Ruby Ryan (NZL)        |
| 2019  | Zoe Cuthbert (AUS)       | Samara Maxwell (NZL)    | Ruby Ryan (NZL)        |
| 2020  | Isabella Flint (AUS)     | Phoebe Thompson (AUS)   | Zoe Nathan (NZL)       |
| 2021  | Pas de compétition       | Pas de compétition      | Pas de compétition     |
| 2022  | Mia Cameron (NZL)        | Annabel Bligh (NZL)     | Hayley Oakes (AUS)     |
| 2023  | Maria Laurie (NZL)       | Ruby Dobson (AUS)       | Ella Menigoz (AUS)     |
| 2024  | Millie Donald (NZL)      | Amelie Burrell (AUS)    | Caitlyn Brazier (AUS)  |
| 2025  | Kayley McMillan (NZL)    | Millie Junge (NZL)      | Annie Kleywegt (AUS)   |

## Cross-country short track

### Hommes
| Année | Or                     | Argent                   | Bronze               |
| ----- | ---------------------- | ------------------------ | -------------------- |
| 2010  | Mark Leishman (NZL)    | Mathew Waghorn (NZL)     | Mike Northcott (NZL) |
| 2011  | Daniel McConnell (AUS) | Paul van der Ploeg (AUS) | Ben Henderson (AUS)  |
| 2025  | Anton Cooper (NZL)     | Sam Fox (AUS)            | Samuel Shaw (NZL)    |

### Femmes
| Année | Or                   | Argent                  | Bronze                  |
| ----- | -------------------- | ----------------------- | ----------------------- |
| 2010  | Fiona McDermid (NZL) | Nic Leary (NZL)         | Katherine O'Neill (NZL) |
| 2011  | Rowena Fry (AUS)     | Rebecca Henderson (AUS) | Katherine O'Shea (AUS)  |
| 2025  | Samara Maxwell (NZL) | Maria Laurie (NZL)      | Zoe Cuthbert (AUS)      |

## Cross-country marathon

### Hommes
| Année | Or                     | Argent                 | Bronze          |
| ----- | ---------------------- | ---------------------- | --------------- |
| 2023  | Daniel McConnell (AUS) | Jon Adams (AUS)        | Kyle Ward (AUS) |
| 2024  | Brent Rees (AUS)       | Tasman Nankervis (AUS) | Jon Odams (AUS) |

### Femmes
| Année | Or                     | Argent               | Bronze             |
| ----- | ---------------------- | -------------------- | ------------------ |
| 2023  | Samara Sheppard (NZL)  | Peta Mullens (AUS)   | Gina Ricardo (AUS) |
| 2024  | Monique De Abreu (AUS) | Tracey Chapman (AUS) |                    |

## Descente

### Hommes
Élites
| Année | Or                      | Argent                 | Bronze                    |
| ----- | ----------------------- | ---------------------- | ------------------------- |
| 2006  | Sam Hill (AUS)          | Michael Hannah (AUS)   | Kieran Bennett (NZL)      |
| 2007  | Sam Hill (AUS)          | Nathan Rennie (AUS)    | Jared Rando (AUS)         |
| 2008  | Kieran Bennett (NZL)    | Justin Leov (NZL)      | Nathan Rankin (NZL)       |
| 2009  | Jared Graves (AUS)      | Wyn Masters (NZL)      | Joshua Button (AUS)       |
| 2010  | Cameron Cole (NZL)      | Nathan Rankin (NZL)    | Wyn Masters (NZL)         |
| 2011  | Rhys Willemse (AUS)     | Rhys Atkinson (AUS)    | Troy Brosnan (AUS)        |
| 2012  | Matthew Scoles (NZL)    | Matt Walker (NZL)      | Wyn Masters (NZL)         |
| 2013  | Chris Kovarik (AUS)     | Troy Brosnan (AUS)     | Jack Moir (AUS)           |
| 2014  | Samuel Blenkinsop (NZL) | Edward Masters (NZL)   | Cameron Cole (NZL)        |
| 2015  | Connor Fearon (AUS)     | Jared Graves (AUS)     | Chris Kovarik (AUS)       |
| 2016  | Bryn Dickerson (NZL)    | George Brannigan (NZL) | Sean McCarroll (AUS)      |
| 2017  | Joshua Button (AUS)     | Keegan Wright (NZL)    | Wyn Masters (NZL)         |
| 2018  | Samuel Blenkinsop (NZL) | Wyn Masters (NZL)      | Sam Robbie (NZL)          |
| 2019  | Jackson Frew (AUS)      | Connor Fearon (AUS)    | Benjamin Zwar Kvist (AUS) |
| 2020  | Samuel Blenkinsop (NZL) | Sam Gale (NZL)         | Dean Lucas (AUS)          |
| 2021  | Pas de compétition      | Pas de compétition     | Pas de compétition        |
| 2022  | Hayden Stead (NZL)      | Jackson Frew (AUS)     | Joshua Arcus (AUS)        |
| 2023  | Sam Hill (AUS)          | Oliver Davis (AUS)     | Daniel Booker (AUS)       |
| 2024  | Michael Hannah (AUS)    | Connor Fearon (AUS)    | Joel Sutherland (AUS)     |
| 2025  | Tyler Waite (NZL)       | Rory Meek (NZL)        | Malik Boatwright (NZL)    |

Juniors
| Année | Or                     | Argent                | Bronze                 |
| ----- | ---------------------- | --------------------- | ---------------------- |
| 2010  | George Brannigan (NZL) | Jed Rooney (NZL)      | Troy Brosnan (AUS)     |
| 2011  | Troy Brosnan (AUS)     | Connor Fearon (AUS)   | Brandon Yrttiaho (AUS) |
| 2012  | Brent Smith (AUS)      | Jake Robinson (NZL)   | Louis Hamilton (NZL)   |
| 2013  | Thomas Crimmins (AUS)  | Luke Ellison (AUS)    | Brent Smith (AUS)      |
| 2014  | Ben Watkins (NZL)      | Connor Hamilton (NZL) | Keegan Wright (NZL)    |

### Femmes
Élites
| Année | Or                       | Argent                  | Bronze                    |
| ----- | ------------------------ | ----------------------- | ------------------------- |
| 2006  | Vanessa Quin (NZL)       | Scarlett Hagen (NZL)    | Tracey Hannah (AUS)       |
| 2007  | Jennifer Makgill (NZL)   | Tracey Hannah (AUS)     | Scarlett Hagen (NZL)      |
| 2008  | Scarlett Hagen (NZL)     | Harriet Harper (NZL)    | Sheryl Macleod (NZL)      |
| 2009  | Claire Whiteman (AUS)    | Caroline Buchanan (AUS) | Amy Laird (NZL)           |
| 2010  | Harriet Harper (NZL)     | Gabrielle Molloy (NZL)  | Sarsha Huntington (AUS)   |
| 2011  | Sarah Atkin (NZL)        | Holly Baarspul(AUS)     | Leonie Picton (AUS)       |
| 2012  | Sarah Atkin (NZL)        | Gabby Molloy (NZL)      | Sophiemarie Bethell (NZL) |
| 2013  | Pas de compétition       | Pas de compétition      | Pas de compétition        |
| 2014  | Sarah Atkin (NZL)        | Veronique Sandler (NZL) | Sophie Tyas (NZL)         |
| 2015  | Alanna Columb (NZL)      | Sophie Tyas (NZL)       | Michelle Crisp (AUS)      |
| 2016  | Alanna Columb (NZL)      | Ronja Hill-Wright (AUS) | Victoria Armstrong (NZL)  |
| 2017  | Danielle Beecroft (AUS)  | Lisa Mathison (AUS)     | Shania Rawson (NZL)       |
| 2018  | Victoria Armstrong (NZL) | Shania Rawson (NZL)     |                           |
| 2019  | Sian A'Hern (AUS)        | Tegan Molloy (AUS)      | Cassie Voysey (AUS)       |
| 2020  | Sian A'Hern (AUS)        | Jessica Blewitt (NZL)   | Shania Rawson (NZL)       |
| 2021  | Pas de compétition       | Pas de compétition      | Pas de compétition        |
| 2022  | Ellie Smith (AUS)        | Sian A'Hern (AUS)       | Jessica Hoskin (AUS)      |
| 2023  | Lia Ladbrook (AUS)       | Cassie Voyse (AUS)      | Sacha Mills (AUS)         |
| 2024  | Tracey Hannah (AUS)      | Elleni Turkovic (AUS)   | Bellah Birchall (NZL)     |
| 2025  | Indy Deavoll (NZL)       | Jessica Blewitt (NZL)   | Bellah Birchall (NZL)     |

Juniors
| Année | Or                      | Argent             | Bronze |
| ----- | ----------------------- | ------------------ | ------ |
| 2012  | Sophie Tyas (NZL)       | Phoebe Coers (NZL) |        |
| 2013  | Danielle Beecroft (AUS) |                    |        |
| 2014  | Georgia Petrie (NZL)    |                    |        |

## Cross-country eliminator

### Hommes
| Année | Or                       | Argent                | Bronze                |
| ----- | ------------------------ | --------------------- | --------------------- |
| 2012  | Sidney Taberlay (AUS)    | Brad Hudson (NZL)     | Mathew Waghorn (NZL)  |
| 2013  | Samuel Gaze (NZL)        | Nicholas Morgan (AUS) | Tristan Ward (NZL)    |
| 2014  | Shaun Lewis (AUS)        | Ben Oliver (NZL)      | Eden Cruise (NZL)     |
| 2015  | Paul van der Ploeg (AUS) | Anton Cooper (NZL)    | Paul Wright (NZL)     |
| 2016  | Eden Cruise (NZL)        | Jack Feltham (AUS)    | Tristan Haycock (NZL) |

### Femmes
| Année | Or                 | Argent                | Bronze                 |
| ----- | ------------------ | --------------------- | ---------------------- |
| 2012  | Vanessa Quin (NZL) | Raewyn Morrison (NZL) | Katherine O'Shea (AUS) |
| 2013  | Rowena Fry (AUS)   | Holly Harris (AUS)    | Emily Parkes (AUS)     |
| 2014  | Rowena Fry (AUS)   | Holly Harris (AUS)    | Merrin Brewster (NZL)  |

## 4-cross

### Hommes
| Année | Or                    | Argent               | Bronze                 |
| ----- | --------------------- | -------------------- | ---------------------- |
| 2006  | John Kirkcaldie (NZL) | Tom Holland (NZL)    | Craig Pattle (NZL)     |
| 2008  | Matthew Walker (NZL)  | Edward Masters (NZL) | Ryan Hunt (AUS)        |
| 2009  | Jared Graves (AUS)    | Ryan Henderson (AUS) | Leigh Darrell (AUS)    |
| 2010  | Wyn Masters (NZL)     | Matthew Walker (NZL) | Daniel Franks (NZL)    |
| 2011  | Graeme Mudd (AUS)     | Daniel Franks (NZL)  | Richard Levinson (AUS) |

### Femmes
| Année | Or                      | Argent                  | Bronze                |
| ----- | ----------------------- | ----------------------- | --------------------- |
| 2008  | Caroline Buchanan (AUS) | Sarsha Huntington (AUS) | Tania Carson (NZL)    |
| 2009  | Caroline Buchanan (AUS) | Sarsha Huntington (AUS) | Cherie Simpson (AUS)  |
| 2010  | Sarsha Huntington (AUS) | Sarah Atkin (NZL)       | Madeline Taylor (NZL) |

## Dual-slalom

### Hommes
Élites
| Année | Or                   | Argent             | Bronze                |
| ----- | -------------------- | ------------------ | --------------------- |
| 2008  | Edward Masters (AUS) | Tim Eaton (NZL)    | Wyn Masters (AUS)     |
| 2010  | Wyn Masters (NZL)    | Haden Lester (AUS) | Hayden McGregor (NZL) |

Juniors
| Année | Or                  | Argent              | Bronze                  |
| ----- | ------------------- | ------------------- | ----------------------- |
| 2010  | Daniel Franks (NZL) | Richard Scott (NZL) | Mitchell Scammell (NZL) |

### Femmes
| Année | Or                      | Argent               | Bronze          |
| ----- | ----------------------- | -------------------- | --------------- |
| 2008  | Caroline Buchanan (AUS) | Harriet Harper (NZL) | Amy Laird (AUS) |
| 2010  | Sarsha Huntington (AUS) | Rita Langley (NZL)   |                 |

## Super D

### Hommes
Élites
| Année | Or                | Argent            | Bronze             |
| ----- | ----------------- | ----------------- | ------------------ |
| 2012  | Samuel Shaw (NZL) | Byron Scott (NZL) | Craig Pattle (NZL) |

Juniors
| Année | Or                    | Argent              | Bronze            |
| ----- | --------------------- | ------------------- | ----------------- |
| 2012  | Connor Hamilton (NZL) | Liam Jeffries (NZL) | Josh Reilly (NZL) |

### Femmes
| Année | Or                    | Argent            | Bronze |
| ----- | --------------------- | ----------------- | ------ |
| 2012  | Raewyn Morrison (NZL) | Sasha Smith (NZL) |        |